# Orientamento negli animali

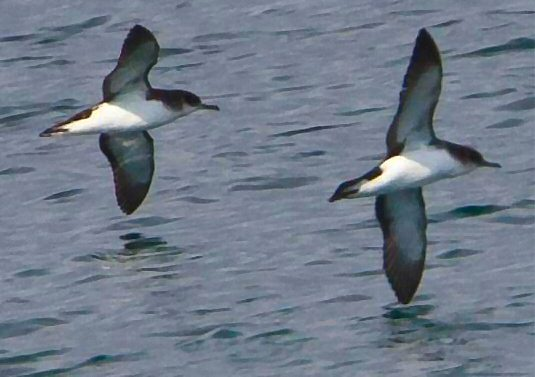
Una volta liberate, le berte minori atlantiche possono volare direttamente a casa, navigando per migliaia di chilometri sulla terraferma o in mare.

La navigazione animale è la capacità di molti animali di orientarsi con precisione senza l'uso di mappe o strumenti. Uccelli come la sterna artica, insetti come la farfalla monarca e pesci come il salmone migrano regolarmente per migliaia di chilometri da e verso le loro aree di riproduzione, e molte altre specie si orientano efficacemente anche su distanze più brevi.
Il dead reckoning (navigazione stimata), ovvero il procedere da una posizione conosciuta utilizzando unicamente informazioni sulla propria velocità e direzione, fu proposto da Charles Darwin nel 1873 come possibile meccanismo. Nel XX secolo, Karl von Frisch dimostrò che le api sono in grado di orientarsi usando il Sole, il disegno di polarizzazione del cielo azzurro e il campo magnetico terrestre; tra questi, esse si affidano al Sole quando possibile. William Tinsley Keeton mostrò che i piccioni viaggiatori possono utilizzare analogamente diversi segnali di orientamento, tra cui il Sole, il campo magnetico terrestre, l'olfatto e la vista. Ronald Lockley dimostrò che un piccolo uccello marino, la berta minore atlantica, era in grado di orientarsi e tornare al proprio nido volando a piena velocità anche dopo essere stato liberato a grande distanza, purché avesse visibilità del Sole o delle stelle.
Diverse specie animali sono capaci di integrare segnali di diverso tipo per orientarsi e navigare efficacemente. Insetti e uccelli riescono a combinare punti di riferimento appresi con la direzione percepita (tramite il campo magnetico terrestre o il cielo) per determinare la propria posizione e dunque orientarsi. Le «mappe» interne si formano spesso grazie alla vista, ma anche altri sensi, come l'olfatto e l'ecolocalizzazione, possono essere impiegati.
La capacità degli animali selvatici di orientarsi può essere compromessa dai prodotti dell'attività umana. Esistono, ad esempio, prove che i pesticidi possano interferire con la navigazione delle api, e che le luci artificiali danneggino quella delle tartarughe.

## Ricerche iniziali

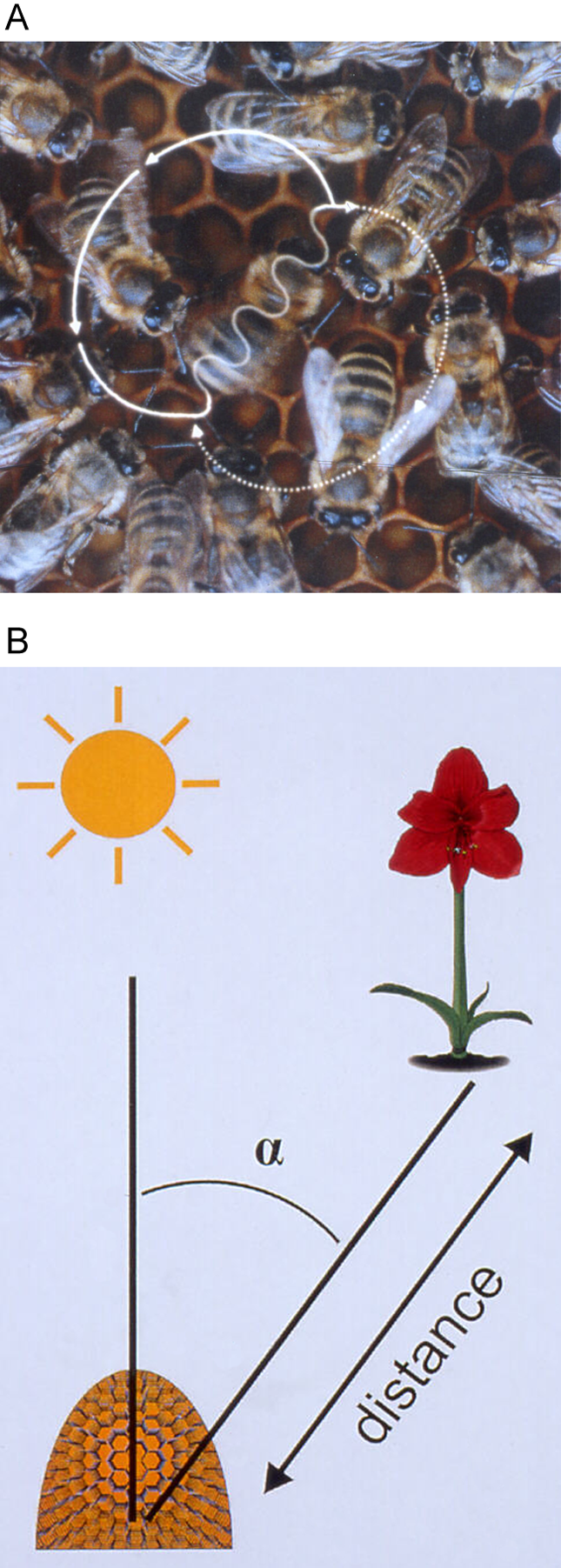
Karl von Frisch (1953) scoprì che le api operaie sono in grado di orientarsi e di indicare alle altre operaie la distanza e la direzione del cibo attraverso una danza dell'addome.

Nel 1873, Charles Darwin scrisse una lettera alla rivista Nature, sostenendo che gli animali, compreso l'uomo, possiedono la capacità di orientarsi tramite dead reckoning (navigazione stimata), anche qualora abbiano a disposizione un senso magnetico simile a una «bussola» o la capacità di orientarsi grazie alle stelle:
Per quanto riguarda la questione dei mezzi con cui gli animali trovano la strada di casa da grandi distanze, si troverà un resoconto sorprendente, riferito all'uomo, nella traduzione inglese della Spedizione nella Siberia settentrionale di Von Wrangell. Egli vi descrive l'incredibile capacità dei nativi di mantenere una rotta precisa verso un punto specifico, pur attraversando per lunghi tratti ghiaccio accidentato e costellato di dossi, con continui cambi di direzione, senza alcuna guida celeste né sulla superficie ghiacciata del mare. Egli afferma (ma cito solo a memoria, dopo molti anni) che lui stesso, esperto topografo e munito di bussola, non riuscì in ciò che questi «selvaggi» compivano con facilità. Tuttavia, nessuno supporrà che essi possedessero un senso speciale del tutto assente in noi. Dobbiamo ricordare che né la bussola, né la stella polare, né altri simili riferimenti bastano a guidare un uomo verso un punto preciso in un territorio intricato o su ghiaccio irregolare, dove sono inevitabili numerose deviazioni dalla linea retta, a meno che tali deviazioni non vengano compensate o non venga mantenuto una sorta di dead reckoning. Tutti gli uomini sono in grado di farlo in misura maggiore o minore, e i nativi siberiani, a quanto pare, in modo straordinario, sebbene probabilmente in maniera inconscia. Ciò avviene senza dubbio grazie alla vista, ma forse anche in parte tramite la percezione del movimento muscolare, così come un uomo bendato può avanzare (e alcuni più di altri) per un breve tratto quasi in linea retta, oppure girare ad angolo retto o tornare indietro. Il modo in cui il senso dell'orientamento può talvolta essere improvvisamente compromesso nelle persone molto anziane o debilitate, e il senso di profondo smarrimento che, come so per esperienza, si prova quando si scopre di aver camminato in una direzione del tutto inaspettata e sbagliata, porta a sospettare che una parte del cervello sia specializzata per la funzione dell'orientamento.
Più tardi, nello stesso anno, Joseph John Murphy rispose a Darwin scrivendo anch'egli a Nature, per descrivere come, a suo avviso, gli animali praticassero il dead reckoning, secondo un principio che oggi viene chiamato navigazione inerziale:
Se una palla è sospesa liberamente dal soffitto di un vagone ferroviario, essa subirà un contraccolpo sufficiente a metterla in movimento quando il vagone parte: l'intensità e la direzione di questo colpo dipenderanno dall'intensità e dalla direzione della forza con cui il vagone comincia a muoversi [...] [quindi] [...] ogni cambiamento nel movimento del vagone [...] produrrà un urto di intensità e direzione corrispondente sulla palla. Ora, è teoricamente possibile, sebbene non realisticamente auspicabile una tale finezza meccanica, che si costruisca una macchina in grado di registrare l'intensità e la direzione di ciascuno di questi urti, con l'orario in cui si verificano [...] a partire da questi dati si potrebbe calcolare la posizione del vagone in ogni momento.
Karl von Frisch (1886-1982) studiò l'ape europea, dimostrando che le api sono in grado di riconoscere una direzione cardinale desiderata in tre modi distinti: attraverso il Sole, tramite il disegno di polarizzazione del cielo azzurro e grazie al campo magnetico terrestre. Egli mostrò che il Sole rappresenta il riferimento preferito o principale; gli altri meccanismi vengono impiegati in condizioni di cielo nuvoloso o all'interno di un'arnia buia.
William Tinsley Keeton (1933-1980) studiò i piccioni viaggiatori, dimostrando che erano in grado di orientarsi utilizzando il campo magnetico terrestre, il Sole, nonché segnali sia olfattivi che visivi.
Donald Griffin (1915-2003) condusse studi sull'ecolocalizzazione nei pipistrelli, dimostrando che tale meccanismo era effettivamente possibile e che i pipistrelli lo impiegano per rilevare e inseguire le prede, nonché per «vedere» e quindi orientarsi nell'ambiente che li circonda.
Ronald Lockley (1903-2000), autore di oltre cinquanta libri sugli uccelli, fu un pioniere nello studio della migrazione aviaria. Condusse per dodici anni ricerche sulle berte, come la berta minore atlantica, vivendo sull'isola remota di Skokholm. Questi piccoli uccelli marini compiono una delle più lunghe migrazioni di qualsiasi specie aviaria – fino a 10.000 chilometri – ma tornano ogni anno esattamente allo stesso nido sotterraneo a Skokholm. Questo comportamento sollevò l'interrogativo su come riescano a orientarsi con tale precisione.

## Meccanismi
Ronald Lockley iniziava il suo libro Animal Navigation con queste parole:
Come fanno gli animali a trovare la strada attraverso territori apparentemente privi di sentieri, foreste senza tracce, deserti vuoti, sopra e sotto mari privi di punti di riferimento? [...] Lo fanno, ovviamente, senza alcuna bussola, sestante, cronometro o carta visibile [...]
Sono stati proposti numerosi meccanismi di cognizione spaziale per spiegare la navigazione animale, e vi sono prove a sostegno di molti di essi. Spesso i ricercatori hanno dovuto scartare le ipotesi più semplici: alcuni animali, infatti, riescono a orientarsi perfino durante notti buie e nuvolose, quando né i punti di riferimento del paesaggio né indizi celesti come Sole, Luna o stelle sono visibili. Di seguito vengono descritti i principali meccanismi conosciuti o ipotizzati.

### Memorizzazione di punti di riferimento
Mammiferi, uccelli e insetti come api e vespe (dei generi Ammophila e Sphex) sono capaci di apprendere i punti di riferimento del proprio ambiente e di utilizzarli per orientarsi.

### Orientamento tramite il Sole

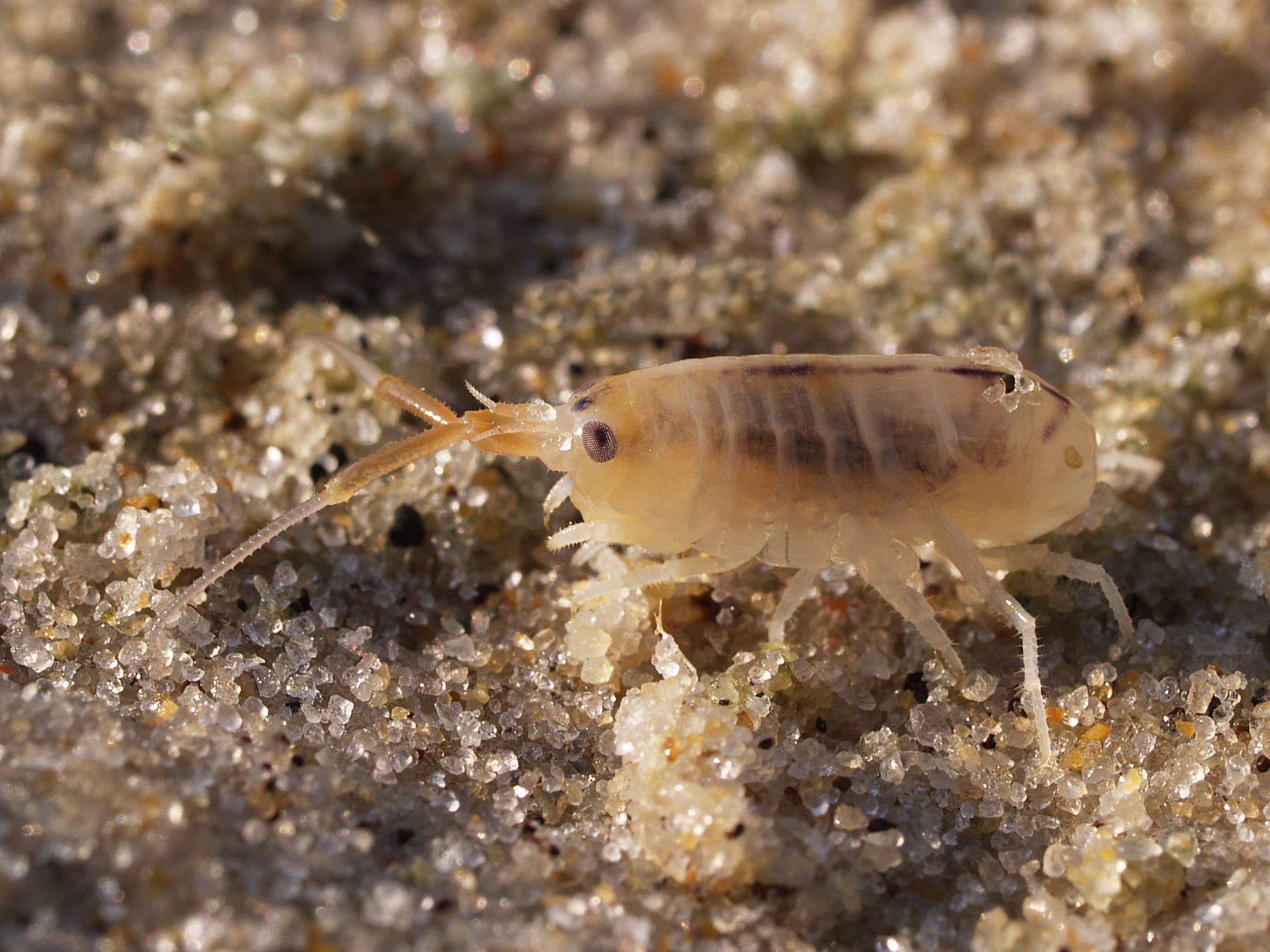
La pulce di mare Talitrus saltator utilizza il Sole e il proprio orologio interno per orientarsi e determinare la direzione.

Alcuni animali possono navigare sfruttando segnali celesti come la posizione del Sole. Poiché il Sole si muove nel cielo, tale navigazione richiede anche un orologio interno. Molti animali si affidano a quest'ultimo per mantenere il proprio ritmo circadiano. Tra gli animali che si orientano con il Sole vi sono pesci, uccelli, tartarughe marine, farfalle, api, crostacei anfipodi (come le pulci di mare), rettili e formiche.
Quando le pulci di mare (come Talitrus saltator) vengono portate verso l'interno della spiaggia, riescono facilmente a ritrovare la via del ritorno verso il mare. È stato dimostrato che non lo fanno semplicemente scendendo verso il basso o seguendo la vista o il suono del mare. In un esperimento, un gruppo di pulci di mare fu adattato a un ciclo artificiale giorno/notte, progressivamente sfasato fino a risultare invertito di 12 ore rispetto a quello naturale. Quando furono poi collocati sulla spiaggia alla luce naturale del Sole, gli animali si allontanarono dal mare, salendo la spiaggia. Questo esperimento suggerisce che le pulci di mare usano il Sole e il proprio orologio interno per determinare la direzione, e che avevano appreso qual era l'effettiva direzione del mare sulla loro spiaggia.
Esperimenti con le berte minori atlantiche hanno dimostrato che, se liberate «sotto un cielo sereno» lontano dal nido, si orientano rapidamente e volano nella direzione corretta. Tuttavia, se il cielo è coperto al momento del rilascio, gli uccelli tendono a volare in cerchio.
Le farfalle monarca si servono del Sole come bussola per guidare la migrazione autunnale verso sud-ovest, dal Canada al Messico.

### Orientamento tramite il cielo notturno
In un esperimento pionieristico, Lockley dimostrò che i silvidi collocati in un planetario che mostrava il cielo stellato notturno si orientavano verso sud; quando il cielo simulato fu ruotato lentamente, gli uccelli mantennero l'orientamento rispetto alle stelle mostrate. Lockley osservò che per navigare tramite le stelle, gli uccelli necessitano sia di un «sestante» sia di un «cronometro»: cioè di una capacità innata di leggere le configurazioni stellari e di un orologio interno preciso.
Nel 2003 si scoprì che lo scarabeo stercorario africano Scarabaeus zambesianus si orienta utilizzando i disegni di polarizzazione della luce lunare, diventando così il primo animale noto a usare la luce lunare polarizzata per orientarsi. Nel 2013 fu dimostrato che gli scarabei stercorari possono navigare anche quando sono visibili solo la Via Lattea o gruppi di stelle brillanti, il che li rende gli unici insetti noti a orientarsi tramite la galassia.

### Orientamento tramite luce polarizzata

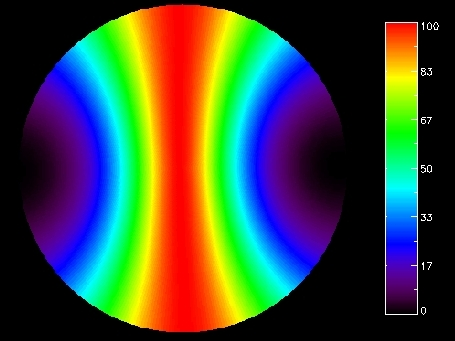
Il modello di Rayleigh del cielo mostra come la polarizzazione della luce possa indicare la direzione alle api.

Alcuni animali, in particolare gli insetti come le api, sono sensibili alla polarizzazione della luce. Le api possono usare la luce polarizzata nei giorni nuvolosi per stimare la posizione del Sole nel cielo rispetto alla direzione in cui intendono volare. Il lavoro di Karl von Frisch dimostrò che le api sono capaci di identificare con precisione la direzione e la distanza dalla loro arnia a una fonte di cibo (tipicamente un'area fiorita). Una volta tornata all'alveare, un'ape operaia segnala alle altre, tramite una danza dell'addome, la distanza e la direzione rispetto al Sole della fonte di cibo. Le api osservatrici sarebbero quindi in grado di raggiungere il cibo percorrendo la distanza e la direzione indicate, anche se alcuni biologi hanno messo in dubbio che seguano esattamente tale traiettoria, sostenendo che potrebbero semplicemente essere stimolate a cercare. Tuttavia, è certo che le api ricordano la posizione del cibo e riescono a tornarvi con precisione, sia quando il tempo è sereno (servendosi del Sole o di punti di riferimento visivi) sia con cielo coperto (utilizzando la luce polarizzata).

### Magnetoricezione

Il piccione viaggiatore è in grado di ritornare rapidamente al proprio nido, utilizzando indizi come il campo magnetico terrestre per orientarsi.

Alcuni animali, tra cui mammiferi come gli spalaci (Spalax) e uccelli come i piccioni, sono sensibili al campo magnetico terrestre.
I piccioni viaggiatori usano le informazioni magnetiche in combinazione con altri segnali. William Keeton, pioniere della ricerca in questo campo, dimostrò che i piccioni il cui orologio biologico era stato sfasato non riuscivano a orientarsi correttamente in una giornata di sole, ma potevano farlo in condizioni di cielo coperto, suggerendo che preferiscono orientarsi con il Sole ma ricorrono al campo magnetico quando questo non è visibile. Esperimenti con magneti confermarono questo: in presenza di cielo nuvoloso e con il campo magnetico disturbato, i piccioni non riuscivano a orientarsi correttamente.

### Olfatto

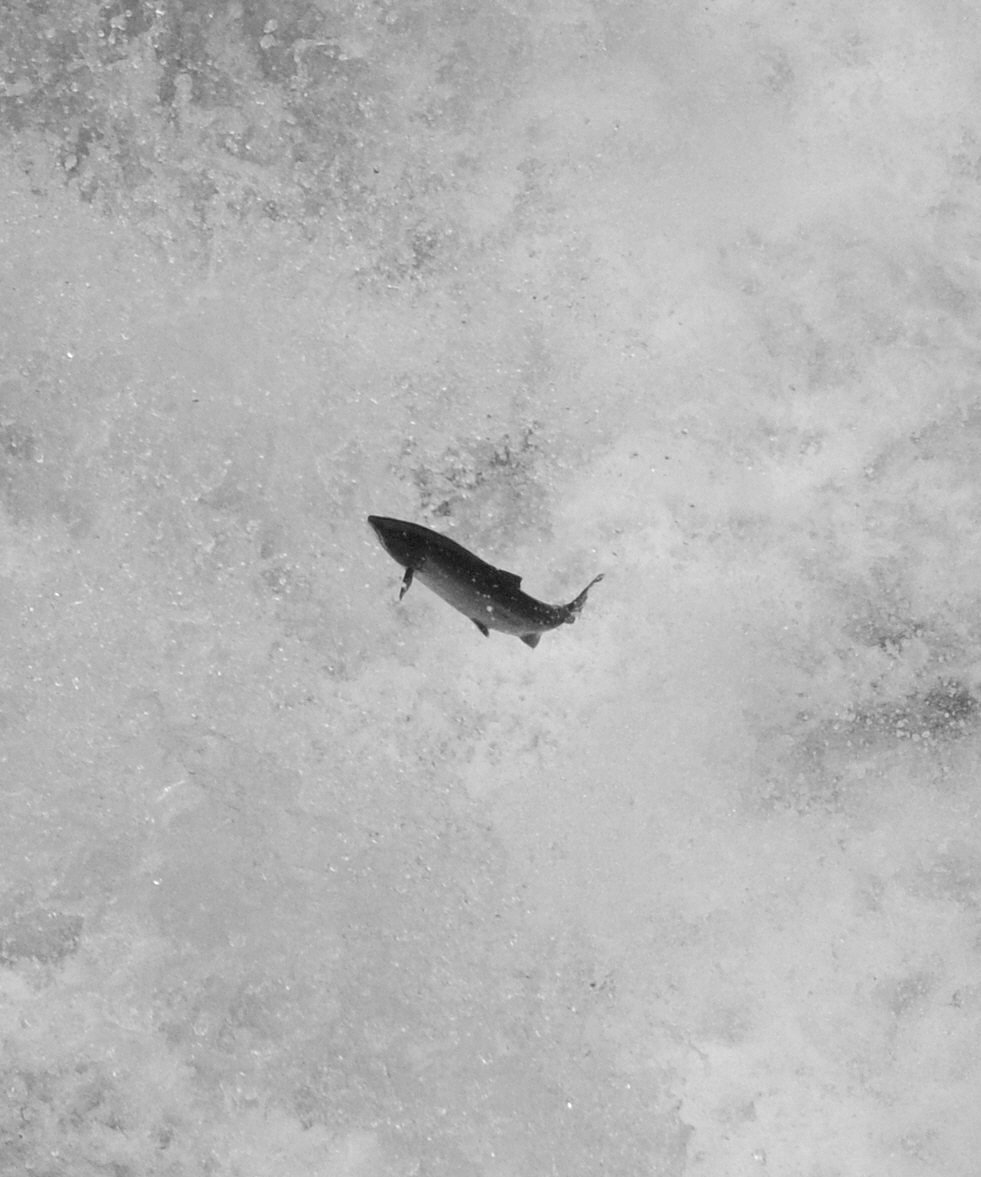
I salmoni, al momento del ritorno, possono utilizzare l'olfatto per riconoscere il fiume in cui si sono sviluppati.

L'olfatto è stato proposto come possibile meccanismo nei piccioni. Il modello a «mosaico» di Papi suggerisce che i piccioni costruiscano e memorizzino una mappa mentale degli odori locali, riconoscendo il luogo in cui si trovano tramite le caratteristiche olfattive dell'ambiente. Il modello «a gradiente» di Wallraff propone invece che esista un gradiente di odori stabile su larga scala. Se vi fossero due o più di questi gradienti in direzioni diverse, i piccioni potrebbero determinare la propria posizione in due dimensioni in base all'intensità degli odori. Tuttavia, non è chiaro se tali gradienti siano davvero stabili. Papi trovò che i piccioni anosmici (incapaci di percepire odori) avevano grandi difficoltà di orientamento, il che suggerisce che l'olfatto svolga un ruolo importante, anche se non è chiaro in che modo venga utilizzato.
I segnali olfattivi potrebbero essere importanti anche nei salmoni, noti per ritornare esattamente al fiume in cui sono nati. Lockley riporta prove sperimentali secondo cui pesci come le sanguinerole riescono a distinguere con precisione le acque di fiumi diversi. I salmoni potrebbero usare il senso magnetico per avvicinarsi al proprio fiume, e poi l'olfatto per identificarlo con precisione.

### Recettori gravitazionali
Studi tramite tracciamento GPS suggeriscono che anomalie gravitazionali potrebbero avere un ruolo nell'orientamento dei piccioni viaggiatori.

### Altri sensi
I biologi hanno considerato anche altri sensi che potrebbero contribuire alla navigazione animale. Molti animali marini, come le foche, sono in grado di percepire disturbi idrodinamici, e possono quindi seguire e catturare le prede (come i pesci) rilevando le turbolenze lasciate nel passaggio. I mammiferi marini come i delfini e molte specie di pipistrelli sono capaci di ecolocalizzazione, che usano sia per rilevare le prede sia per orientarsi grazie alla percezione dell'ambiente circostante.

### Marcatori di percorso
Il topo selvatico è il primo animale non umano osservato, sia in natura che in laboratorio, a utilizzare marcatori mobili per orientarsi. Durante le attività di foraggiamento raccoglie e distribuisce oggetti visivamente riconoscibili, come foglie e rametti, che poi usa come punti di riferimento durante l'esplorazione, spostandoli una volta che l'area è stata perlustrata.

## Integrazione del percorso

L'integrazione del percorso somma i vettori di distanza e direzione percorsi a partire da un punto iniziale per stimare la posizione attuale e, di conseguenza, il tragitto per tornare al punto di partenza.

La navigazione stimata (in ambito animale generalmente chiamata integrazione del percorso) consiste nell'elaborazione congiunta di indizi provenienti da diverse fonti sensoriali interne al corpo, senza fare riferimento a punti di riferimento visivi o esterni, al fine di stimare continuamente la propria posizione rispetto a un punto di partenza noto, anche lungo un tragitto che non sia rettilineo. Da un punto di vista geometrico, il problema consiste nel calcolare il vettore che riconduce al punto di partenza sommando i vettori relativi a ciascun tratto del viaggio compiuto da quel punto.
Fin dalla pubblicazione del saggio di Darwin On the Origins of Certain Instincts (1873), citato in precedenza, l'integrazione del percorso si è rivelata un meccanismo importante per l'orientamento in animali quali formiche, roditori e uccelli. Quando la vista (e quindi la possibilità di utilizzare punti di riferimento memorizzati) non è disponibile – ad esempio durante una notte nuvolosa, in pieno oceano o in ambienti scarsamente strutturati come i deserti sabbiosi – l'integrazione del percorso deve basarsi su indizi idiotetici, ovvero interni al corpo.
Gli studi di Rüdiger Wehner sulla formica del deserto del Sahara (Cataglyphis bicolor) hanno dimostrato che questo insetto è in grado di compiere un'efficace integrazione del percorso: per determinare la direzione si serve della luce polarizzata o della posizione del Sole, mentre per calcolare la distanza percorsa utilizza il monitoraggio del movimento delle zampe o il flusso ottico (cioè la percezione del movimento del paesaggio visivo).
Nei mammiferi, l'integrazione del percorso coinvolge gli organi vestibolari, che rilevano le accelerazioni nelle tre dimensioni, insieme al motor efference, ossia il segnale attraverso cui il sistema motorio comunica al resto del cervello quali movimenti sono stati comandati, e al flusso ottico, in cui il sistema visivo registra la velocità con cui il mondo visivo si muove davanti agli occhi. In alcuni animali, possono essere integrati anche segnali provenienti da altri sensi, come l'ecolocalizzazione o la magnetoricezione. L'ippocampo è la parte del cervello che integra i movimenti lineari e angolari per codificare la posizione relativa del mammifero nello spazio.
David Redish afferma che «gli esperimenti rigorosamente controllati di Mittelstaedt e Mittelstaedt (1980) e di Etienne (1987) hanno dimostrato in modo conclusivo che [l'integrazione del percorso nei mammiferi] è il risultato dell'integrazione di indizi interni provenienti dai segnali vestibolari e dalla copia efferente motoria».

## Effetti dell'attività umana
I pesticidi neonicotinoidi possono compromettere la capacità di orientamento delle api. Api esposte a basse concentrazioni di thiamethoxam mostravano una minore probabilità di tornare all'alveare, in misura tale da poter compromettere la sopravvivenza dell'intera colonia.
L'inquinamento luminoso attira e disorienta gli animali fotofili, ossia quelli che seguono la luce. Ad esempio, le tartarughe marine appena nate sono attratte dalle luci intense, in particolare da quelle di tonalità blu, il che altera i loro percorsi di orientamento. Una navigazione alterata nei lepidotteri notturni può essere facilmente osservata attorno alle lampade brillanti nelle notti estive: gli insetti si radunano in gran numero attorno a queste fonti luminose, invece di seguire i percorsi naturali di volo.

### Esplicative
1. ↑  Il libro era A Journey on the Northern Coast of Siberia and the Icy Sea (2 voll.), Londra, 1841. Wrangel è scritto anche Vrangel o Wrangell.
2. ↑  J. J. Murphy (m. 1894), della contea di Antrim, fu tesoriere e poi presidente della Belfast Literary Society. Tentò di armonizzare evoluzione e religione, pubblicando il libro Le basi scientifiche della fede nel 1872.
3. ↑  Uno schema dell'apparato sperimentale è disponibile su JEB.[21]

### Bibliografiche
1. ↑   Hugh Dingle e V. Alistair Drake, What is migration?, in BioScience, vol. 57, n. 2, 2007,  pp. 113-121, DOI:10.1641/B570206.
2. 1 2   Charles Darwin, Origin of Certain Instincts, in Nature, vol. 7, n. 179, 24 aprile 1873,  pp. 417-418, Bibcode:1873Natur...7..417D, DOI:10.1038/007417a0.
3. ↑   J. J. Murphy, Instinct: a Mechanical Analogy, in Nature, vol. 7, n. 182, 1873,  p. 483, Bibcode:1873Natur...7..483M, DOI:10.1038/007483b0.
4. 1 2 3  von Frisch, 1953, pp. 93-96.
5. ↑   William Keeton, The orientational and navigational basis of homing in birds, in Advances in the Study of Behavior, vol. 5, Academic Press, 1974,  pp. 47-132.
6. 1 2   Carol Kaesuk Yoon, Donald R. Griffin, 88, Dies; Argued Animals Can Think, su The New York Times, 14 novembre 2003.
7. ↑  Lockley, 1942.
8. 1 2  Lockley, 1967, pp. 114-117.
9. ↑  Lockley, 1967, p. 9.
10. ↑   Focus on spatial cognition, in Nature Neuroscience, vol. 20, n. 11, novembre 2017,  pp. 1431, DOI:10.1038/nn.4666, PMID 29073640.
11. ↑   Thomas Wolbers e Mary Hegarty, What determines our navigational abilities?, in Trends in Cognitive Sciences, vol. 14, n. 3, marzo 2010,  pp. 138-146, DOI:10.1016/j.tics.2010.01.001, PMID 20138795.
12. ↑  Tinbergen, 1984, pp. 58-79.
13. ↑   Thomas S. Collett e Paul Graham, Animal Navigation: Path Integration, Visual Landmarks and Cognitive Maps, in Current Biology, vol. 14, n. 12, 2004,  pp. R475-R477, Bibcode:2004CBio...14.R475C, DOI:10.1016/j.cub.2004.06.013, PMID 15203020.
14. ↑   Jay C. Dunlap, Jennifer Loros e Patricia J. DeCoursey, Chronobiology: Biological Timekeeping, Sinauer Associates, 2003, ISBN 978-0-87893-149-1.
15. 1 2   John Alcock, Animal Behavior: An Evolutionary Approach, Sinauer Associates, 2009,  pp. 140-143, ISBN 978-0-87893-225-2.
16. ↑  Lockley, 1967, p. 74.
17. ↑  Lockley, 1967, p. 136.
18. ↑   M. Dacke, D. E. Nilsson, C. H. Scholtz, M. Byrne e E. J. Warrant, Animal behaviour: Insect orientation to polarized moonlight, in Nature, vol. 424, n. 6944, 2003,  pp. 33, Bibcode:2003Natur.424...33D, DOI:10.1038/424033a, PMID 12840748.
19. ↑   Susan Milius, Moonlighting: Beetles navigate by lunar polarity, in Science News, vol. 164, n. 1, 2003,  pp. 4-5, DOI:10.2307/3981988, JSTOR 3981988.
20. ↑   John Roach, Dung Beetles Navigate by the Moon, Study Says, su National Geographic News, 2003. URL consultato il 2 agosto 2007 (archiviato dall'url originale il 7 luglio 2003).
21. ↑   M. Dacke, P. Nordström e C. H. Scholtz, Twilight orientation to polarised light in the crepuscular dung beetle Scarabaeus zambesianus, in Journal of Experimental Biology, vol. 206, n. 9, maggio 2003,  pp. 1535-1543, Bibcode:2003JExpB.206.1535D, DOI:10.1242/jeb.00289, PMID 12654892.
22. ↑   Marie Dacke, Emily Baird, Marcus Byrne, Clarke H. Scholtz e Eric J. Warrant, Dung Beetles Use the Milky Way for Orientation, in Current Biology, vol. 23, n. 4, 2013,  pp. 298-300, Bibcode:2013CBio...23..298D, DOI:10.1016/j.cub.2012.12.034, PMID 23352694.
23. ↑   Wits University, Dung Beetles Follow the Milky Way: Insects Found to Use Stars for Orientation, su ScienceDaily, 24 gennaio 2013. URL consultato il 25 gennaio 2013.
24. ↑   C. Grüter, M. Balbuena e W. Farina, Informational conflicts created by the waggle dance, in Proceedings of the Royal Society B, vol. 275, n. 1640, 2008,  pp. 1321-1327, DOI:10.1098/rspb.2008.0186, PMC 2602683, PMID 18331980.
25. 1 2   Tali Kimchi, Ariane S. Etienne e Joseph Terkel, A subterranean mammal uses the magnetic compass for path integration (PDF), in PNAS, vol. 101, n. 4, 27 gennaio 2004,  pp. 1105-1109.
26. ↑   M. Lindauer e H. Martin, Animal Orientation and Navigation, a cura di S. R. Galler et al., n. 559/1, 1972.
27. ↑   C. Walcott, Pigeon homing: Observations, experiments and confusions, in The Journal of Experimental Biology, vol. 199, n. 1, 1996,  pp. 21-27, Bibcode:1996JExpB.199...21W, DOI:10.1242/jeb.199.1.21, PMID 9317262.
28. ↑   W. T. Keeton, Magnets interfere with pigeon homing, in Proceedings of the National Academy of Sciences of the United States of America, vol. 68, n. 1, 1971,  pp. 102-6, Bibcode:1971PNAS...68..102K, DOI:10.1073/pnas.68.1.102, PMC 391171, PMID 5276278.
29. ↑   P. Ioalè, M. Nozzolini e F. Papi, Homing pigeons do extract directional information from olfactory stimuli, in Behav. Ecol. Sociobiol., vol. 26, n. 5, 1990,  pp. 301-305, Bibcode:1990BEcoS..26..301I, DOI:10.1007/bf00171094.
30. ↑  (DE) H. G. Wallraff, Das Navigationssystem der Vögel. Ein theoretischer Beitrag zur Analyse ungeklärter Orientierungsleistungen, Schriftenreihe 'Kybernetik', Monaco di Baviera, Vienna, R. Oldenbourg Verlag, 1974.
31. ↑   W. Wiltschko e R. Wiltschko, Magnetic Orientation in Birds, in Journal of Experimental Biology, vol. 199, Pt 1, 1996,  pp. 29-38, Bibcode:1996JExpB.199...29W, DOI:10.1242/jeb.199.1.29, PMID 9317275.
32. ↑  Lockley, 1967, p. 180.
33. ↑   K. J. Lohmann, C. M. F. Lohmann e C. S. Endres, The sensory ecology of ocean navigation, in J. Exp. Biol., n. 211, 2008,  pp. 1719-1728.
34. ↑   Nicole Blaser, Sergei I. Guskov, Virginia Meskenaite, Valerii A. Kanevskyi e Hans-Peter Lipp, Altered Orientation and Flight Paths of Pigeons Reared on Gravity Anomalies: A GPS Tracking Study, in PLOS ONE, vol. 8, n. 10, 23 ottobre 2013,  p. e77102, Bibcode:2013PLoSO...877102B, DOI:10.1371/journal.pone.0077102, PMC 3806762, PMID 24194860.
35. ↑   Nicole Blaser, Sergei I. Guskov, Vladimir A. Entin, David P. Wolfer, Valeryi A. Kanevskyi e Hans-Peter Lipp, Gravity anomalies without geomagnetic disturbances interfere with pigeon homing – a GPS tracking study, in Journal of Experimental Biology, vol. 217, n. 22, 2014,  pp. 4057-4067, Bibcode:2014JExpB.217.4057B, DOI:10.1242/jeb.108670, PMID 25392461.
36. ↑   N. Schulte-Pelkum, S. Wieskotten, W. Hanke, G. Dehnhardt e B. Mauck, Tracking of biogenic hydrodynamic trails in harbour seals (Phoca vitulina), in The Journal of Experimental Biology, vol. 210, n. 5, 2007,  pp. 781-7, Bibcode:2007JExpB.210..781S, DOI:10.1242/jeb.02708, PMID 17297138.
37. ↑   W. E. Schevill e A. F. McBride, Evidence for echolocation by cetaceans, in Deep-Sea Research, vol. 3, n. 2, 1956,  pp. 153-154, Bibcode:1956DSR.....3..153S, DOI:10.1016/0146-6313(56)90096-x.
38. ↑   Pavel Stopka e David W. Macdonald, Way-marking behaviour: an aid to spatial navigation in the wood mouse (Apodemus sylvaticus), in BMC Ecology, vol. 3, n. 1, 2003,  p. 3, DOI:10.1186/1472-6785-3-3, PMC 154096, PMID 12697070.
39. ↑   Michael D. Breed, Path Integration, su animalbehavioronline.com, Animal Behavior Online, 2001. URL consultato il 10 dicembre 2012.
40. ↑   Gallistel, The Organization of Learning, 1990.
41. ↑   I. Q. Whishaw, D. J. Hines e D. G. Wallace, Dead reckoning (path integration) requires the hippocampal formation: evidence from spontaneous exploration and spatial learning tasks in light (allothetic) and dark (idiothetic) tests (PDF), in Behavioural Brain Research, vol. 127, n. 1-2, 2001,  pp. 49-69, DOI:10.1016/s0166-4328(01)00359-x, PMID 11718884.
42. ↑  (DE) H. Mittelstaedt e M.-L. Mittelstaedt, Mechanismen der orientierung ohne richtende aussenreize, in Forschr. Zool., vol. 21, 1973,  pp. 46-58.
43. ↑   M.-L. Mittelstaedt e H. Mittelstaedt, Homing by path integration in a mammal, in Naturwissenschaften, vol. 67, n. 11, 1980,  pp. 566-567, Bibcode:1980NW.....67..566M, DOI:10.1007/bf00450672.
44. ↑   R. Wehner, Desert ant navigation: how miniature brains solve complex tasks (PDF), in Journal of Comparative Physiology, vol. 189, n. 8, 2003,  pp. 579-588, DOI:10.1007/s00359-003-0431-1, PMID 12879352.
45. ↑   J. J. Gibson, The Perception of the Visual World, Houghton Mifflin, 1950.
46. ↑   B. L. McNaughton, F. P. Battaglia FP, O. Jensen, E. I. Moser e M. B. Moser, Path integration and the neural basis of the 'cognitive map', in Nature Reviews Neuroscience, vol. 7, n. 8, agosto 2006,  pp. 663-678, DOI:10.1038/nrn1932, PMID 16858394.
47. ↑  Redish, 1999, p. 67.
48. ↑   Richard Black, Pesticides hit queen bee numbers, su BBC News: Science & Environment, BBC, 29 marzo 2012. URL consultato il 30 marzo 2012.
49. ↑   Blair E. Witherington, Behavioral Approaches to Conservation in the Wild, a cura di Janine Rhea Clemmons e Richard Buchholz, Cambridge University Press, 1997,  pp. 301-328.

### Ulteriore bibliografia
- Sidney A. Gauthreaux, Animal Migration, Orientation, and Navigation, Academic Press, 1980.
- William Keeton, Effects of magnets on pigeon homing, in Animal Orientation and Navigation, NASA SP-262, 1972,  pp. 579-594.
- William Keeton, Magnetic Reception (biology), in Encyclopedia of Science and Technology, 2ª ed., McGraw-Hill, 1977.
- William Keeton, Pigeon Navigation, in A. M. Granda e J. H. Maxwell (a cura di), Neural Mechanisms of Behavior in the Pigeon, Plenum Publishing, 1979,  pp. 5-20.